# Nepterotaea dorotheata
Nepterotaea dorotheata là một loài bướm đêm trong họ Geometridae.